# Les Vinyes (Torelló)
Les Vinyes és un monument del municipi de Torelló (Osona) inclòs en l'Inventari del Patrimoni Arquitectònic Català.

## Descripció
Masia de planta rectangular coberta a dues vessants i amb el carener paral·lel a la façana, la qual presenta un portal adovellat i es troba orientada a migdia. El portal és emmarcat per un requadre de pedra formant un sol cos. A la part dreta hi ha una finestra decorada. A la part esquerra s'hi adossa un cos de nova construcció, el qual desmereix un xic l'antiga construcció. Està envoltada per dependències agrícoles. És construïda amb pedra i arrebossada al damunt, deixant els elements de ressalt amb pedra. L'estat de conservació és bo. Està habitada pels mateixos propietaris.

## Història
La casa Vinyes ostentava l'honor de tenir, amb caire hereditari, la batllia de Torelló. L'any 1351 entra en possessió de la jurisdicció torellonenca la casa Cabrera. A partir d'aquest moment la batllia i la seva regència era a mans de Pere Vinyes, el qual només és confirmat en el càrrec sinó que, a partir del 22 de juliol de 1358, és creat batlle hereditari. Aquests batlles, però, es permetrien el dret d'arrendar el càrrec. Aquest és el cas que exposa Fortià Solà a la Història de Torelló, que segons el do. A. P. T m.-47, el net de Pere Vinyes arrendà el càrrec a Francesc Viver de Sant Vicenç. El mas fou reformat per Jerònim Vinyes al segle xvii.
Dades constructives: "[anagrama de Vinyes] HYEZONIMUS VINYES MAGISTER DOM/ IOANES VIA. E AÑO DOMINI 1623".